# ギジェム・モリーナ
ギジェム・モリーナ・グティエレス（Guillem Molina Gutiérrez, 2000年5月3日 - ）は、スペイン・カタルーニャ州タラゴナ県バルス出身のサッカー選手。CEサバデル所属。ポジションはDF。

## クラブ経歴
2012年にCFレウス・デポルティウのカンテラに入所。2014年にバレンシアCFのカンテラに加入。2018年に傘下のバレンシアCF・メスタージャに昇格し、2021年までの契約を締結。同年8月25日のセグンダ・ディビシオンBのCDエブロ戦でプロデビュー。以降Bチームの最終ラインに定着し、2020年7月には2023年までの契約延長に合意。同年トップチームに昇格。12月16日のコパ・デル・レイのタラサFC戦で先発で起用され、トップチームデビュー。しかしながら試合の方は延長戦の末に4-2で勝利するも、モリーナ自身はイエローカード2枚で退場処分となってしまった。6日後のラ・リーガのセビージャFC戦で、前半早々に負傷したガブリエウ・パウリスタとの交代で起用され、リーグ初出場。しかし、試合は0-1で敗れた。
2021年8月11日、CEサバデルに移籍した。